# Véronique Tadjo
Véronique Tadjo (París, 21 de juliol de 1955) és una escriptora, poeta i novel·lista Costa d'Ivori en llengua francesa que iŀlustra ella mateixa les seves obres. Després d'haver viscut i treballat en molts països del continent africà i de la diàspora, se sent a si mateixa com a panafricana, de manera que això es reflecteix en el tema, les imatges i al·lusions del seu treball.

## Biografia
Nascuda a París, Véronique Tadjo és filla d'un funcionari de Costa d'Ivori i d'una pintora i escultora francesa. Va créixer a Abidjan, va viatjar força amb la seva família. Es llicencià a la Universitat d'Abidjan i es doctorà a la Sorbonne en literatura i civilització afroamericana. El 1983, va anar a la Universitat de Howard a Washington, DC, amb una beca de recercaFulbright.
El 1979, Tadjo va optar per ensenyar anglès al Lycée Moderne de Korhogo (escola secundària), al nord de Costa d'Ivori. Posteriorment es va convertir en professora del departament d'anglès de la Universitat d'Abidjan fins al 1993.
El 1998 va participar en el projecte Rwanda: Ecrire par devoir de mémoire amb un grup d'escriptors africans que van viatjar a Ruanda per donar testimoni del genocidi ruandès i les conseqüències posteriors. El seu llibre L'Ombre d'Imana va sorgir del seu temps a Ruanda.
En els últims anys, ha facilitat tallers d'escriptura i ha il·lustrat llibres infantils a Mali, Benín, Txad, Haití, Maurici, Guaiana Francesa, Burundi, Ruanda, Estats Units i Sud-àfrica. El 2006 va participar en la residència de tardor de l'International Writing Programme a la Universitat d'Iowa.
Ha viscut a París, Lagos, ciutat de Mèxic, Nairobi i Londres. Tadjo es troba actualment a Johannesburg, on des de 2007 ha estat cap d'estudis francesos a la Universitat de Witwatersrand.

## Premis
Tadjo va rebre el premi literari de L'Agence de Cooperation Culturelle et Technique el 1983 i el premi UNICEF el 1993 per Mamy Wata et le Monstre, que també va ser escollit com un dels 100 millors llibres del segle XX a Àfrica, un dels quatre llibres infantils seleccionats. El 2005, Tadjo va guanyar el Gran Premi Literari de l'Àfrica Negra i el 2016 el Gran Premi Bernard Dadié.

## Obres

### Poesia
- Latérite (Éditions Hatier "Monde noir Poche", 1984)
- A vol d'oiseau (Éditions Harmattan; 1986)
- A mi-chemin (Éditions Harmattan, 2000)

### Novel·les
- Le Royaume aveugle (Éditions Harmattan, 1991)
- Champs de bataille et d'amour (Éditions Présence Africaine; Les Nouvelles Éditions Ivoiriennes, 1999)
- L'ombre d'Imana: Voyages jusqu'au bout du Rwanda, Actes Sud, 2000)
- Reine Pokou (Actes Sud, 2005)
- Loin de mon père (Actes Sud, 2010)

### Per infants
- La Chanson de la vie (1990)
- Lord of the Dance: An African Retelling (Le Seigneur de la Danse; Nouvelles Editions Ivoiriennes, 1993; 1988)
- Grandma Nana (Grand-Mère Nanan; Nouvelles Editions Ivoiriennes, 1996; 2000)
- Masque, raconte-moi (Nouvelles Editions Ivoiriennes)
- Si j´étais roi, si j´étais reine (Nouvelles Editions Ivoiriennes)
- Mamy Wata et le Monstre (Nouvelles Editions Ivoiriennes, 1993; Prix UNICEF, 1993)
- Le Grain de Maïs Magique (Nouvelles Editions Ivoiriennes, 1996)
- Le Bel Oiseau et la Pluie (Nouvelles Editions Ivoiriennes, 1998)
- Nelson Mandela: "Non à L'Apartheid" (Actes Sud Junior, 2010)
- Ayanda, la petite fille qui ne voulait pas grandir (Actes Sud Junior, 2007; Nouvelles Editions Ivoiriennes/CEDA)